# Al-Hadżdżadż ibn Jusuf

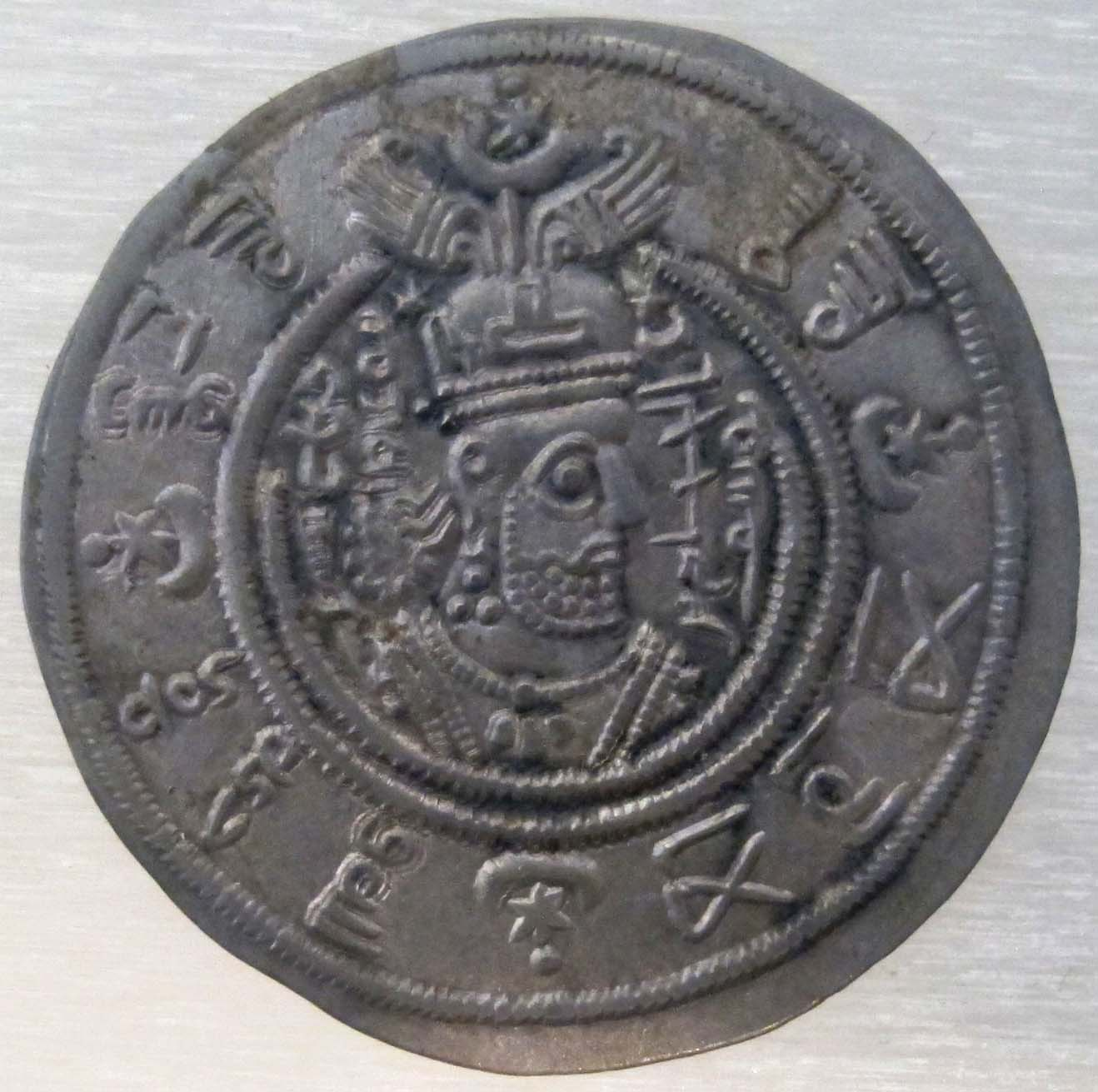

Al-Hadżdżadż Ibn Jusuf, arab. الحجاج بن يوسف (pełne imię: Abu Muhammad al-Hadżdżadż Ibn Jusuf Ibn al-Hakam Ibn Akil as-Sakafi) (ur. ok. 661 w Taifie, zm. w czerwcu 714 w Wasicie) – umajjadzki dowódca wojskowy i namiestnik Iraku od roku 694 aż do śmierci.
Należał do północno-arabskiego plemienia Sakif. Jego matka, Al-Fari'a, była rozwiedzioną żoną Al-Mughira Ibn Szu'by, umajjadzkiego namiestnika Al-Kufy. Przodkowie Al-Hadżdżadża mieli zarabiać na życie jako nosiciele kamieni i pracownicy budowlani. Jeszcze jako dziecko otrzymał przydomek "Kulajb" (mały pies), pod którym często występuje w poetyckich satyrach. Jako młody człowiek był szefem szkoły w Taifie. Miał wziąć udział po stronie Umajjadów w pierwszych walkach z antykalifem Ibn az-Zubajrem – w bitwach na równinie Al-Harra w roku 683 i pod Ar-Rabazą w roku 684. Przez krótki czas był także namiestnikiem miasta Tabala na nizinie Tihama. Przełomowy moment w karierze Al-Hadżdżadża nastąpił, kiedy udał się do Damaszku, by służyć w tamtejszych siłach policyjnych ("szurta"). Zwrócił on wtedy uwagę kalifa Abd al-Malika (685–705) przywracając w krótkim czasie – za pomocą drastycznych metod – dyscyplinę w oddziałach, które miały być wysłane do Iraku przeciwko bratu Ibn az-Zubajra, Mus'abowi. W tej kampanii Al-Hadżdżadż wyróżnił się jako dowódca straży tylnej. Po pokonaniu Mus'aba w roku 691 na rozkaz Abd al-Malika wyruszył z dwoma tysiącami syryjskich żołnierzy przeciwko Mekce, stolicy Ibn az-Zubajra. Al-Hadżdżadż obrał, jako bazę swoich działań, rodzinny Taif. Początkowo – zgodnie z poleceniem kalifa, który chciał oszczędzić święte miasto islamu – zaproponował Ibn az-Zubajrowi kapitulację w zamian za nietykalność. Kiedy ten odmówił, Al-Hadżdżadż uzyskał od kalifa zgodę na wzięcie Mekki siłą i rozpoczął jej bombardowanie, którego nie przerwał nawet w czasie pielgrzymki. Ibn az-Zubajr odmówił prawa do pielgrzymki samemu Al-Hadżdżadżowi. Ten w gniewie nie zawahał się przed bombardowaniem Al-Ka'by, wraz ze zgromadzonymi tam pielgrzymami. Po siedmiu miesiącach oblężenia Al-Hadżdżadż zdobył Mekkę, zaś Ibn az-Zubajr zginął w walkach wokół Ka'by.
Po śmierci Ibn az-Zubajra reszta Hidżazu poddała się. W nagrodę Al-Hadżdżadż został namiestnikiem Hidżazu, Jemenu i Al-Jamamy. Jako namiestnik dwukrotnie odbywał pielgrzymkę i rozpoczął odbudowę Ka'by w formie, jaką miała przed jej odnowieniem przez Ibn az-Zubajra. Al-Hadżdżadż przywrócił pokój w Hidżazie, jednak postępował z surowością, która kilkakrotnie wymagała interwencji kalifa. Stąd niewykluczone, że jego przeniesienie do Iraku w roku 694 było rezultatem skarg mieszkańców prowincji, chociaż bezpośrednią przyczyną była śmierć dotychczasowego namiestnika tego regionu, Biszra Ibn Marwana. Obejmując namiestnictwo Al-Hadżdżadż wygłosił w Al-Kufie słynną mowę, pełną pogróżek w stosunku do wrogów Umajjadów, która przeszła do historii arabskiej literatury. Irak był wówczas "najbardziej buntowniczą i najtrudniejszą do rządzenia prowincją", gdzie "rywalizacja międzyplemienna spotkała się z wojnami religijnymi". Pierwszym zadaniem Al-Hadżdżadża było przywrócenie dyscypliny w armii Iraku, której żołnierze, zamiast przebywać w obozie, rabowali okolicę. Nowy namiestnik ogłosił, że każdy żołnierz, który nie wróci na swój posterunek w ciągu trzech dni, zostanie skazany na śmierć, a jego mienie zostanie wystawione na rabunek. Okazało się to skuteczne. Najgroźniejszym przeciwnikiem władzy Umajjadów w Iraku byli wówczas azrakici, radykalny odłam charydżytów. Al-Hadżdżadż potwierdził dowództwo Al-Muhallaba, już wcześniej walczącego z azrakitami, nad operacjami przeciwko nim i niezwłocznie wysłał żołnierzy do walki. Al-Muhallab zadał azrakitom klęskę w roku 696, jednak w tym samym czasie Irakowi zagroził inny charydżycki przywódca, działający z Mosulu Szabib Ibn Jazid. Po kilku porażkach i dopiero po przysłaniu syryjskich posiłków przez kalifa Al-Hadżdżadż pokonał go wiosną 697 roku nad rzeką Karun w Chuzestanie. W tym samym roku został także stłumiony bunt Al-Mutarrifa Ibn Al-Mughira Ibn Szu'by, namiestnika Mada'in, który sprzymierzył się z charydżytami. Azrakici zostali ostatecznie rozbici w roku 698/699, kiedy w bitwie nieopodal Reju zginął ich przywódca Katari Ibn al-Fudża'a.
Na przełomie 697/698 Abd al-Malik oddał pod kontrolę Al-Hadżdżadża także Chorasan i Sistan. Do administrowania Chorasanem Al-Hadżdżadż wysłał Al-Muhallaba, zaś do Sistanu, który musiał być na nowo podporządkowany, innego doświadczonego dowódcę, Ibn al-Aszata, na czele doskonale wyposażonej tzw. "armii pawii". Ibn al-Aszat pokonał władcę Zabulistanu, jednak Al-Hadżdżadż był niezadowolony z jego postępów, nie zdając sobie sprawy z trudności prowadzenia kampanii w trudnym górskim terenie. W obraźliwych listach namiestnik Iraku groził Ibn al-Aszatowi, że przekaże dowództwo jego bratu Iszakowi. W rezultacie Ibn al-Aszat zbuntował się wraz ze swoją armią – wrogo nastawioną w stosunku do Al-Hadżdżadża – i na jej czele w roku 701 zawrócił do Iraku. Ibn al-Aszat zdobył Al-Kufę i Basrę, oblegając Al-Hadżdżadża na jej przedmieściach. Ten ostatni uratował się tylko dzięki przybyciu armii syryjskiej, która jeszcze w tym samym roku krwawo stłumiła rebelię. Zwolennicy Ibn al-Aszata jeszcze przez kilka lat utrzymywali się w Chorasanie, gdzie niezbyt energicznie walczył z nimi syn i następca Al-Muhallaba, Jazid. Gdy nie odpowiedział on na wezwania do siedziby namiestnika Iraku, ten uzyskał u kalifa jego dymisję i uwięził go. Ibn al-Aszat zginął śmiercią samobójczą w roku 704.
Rewolta Ibn al-Aszata była ostatnim buntem Arabów w Iraku. W roku 702 Al-Hadżdżadż zbudował pomiędzy Al-Kufą i Basrą ufortyfikowany obóz wojskowy, Wasit, w którym na stałe stacjonował garnizon syryjskich żołnierzy. Wasit, będąc rezydencją namiestnika, stał się stolicą Iraku i szybko rozwinął się w duże miasto. Al-Hadżdżadż skoncentrował się teraz na podniesieniu gospodarki regionu, zrujnowanego po dwudziestu latach wojen. W szczególności zajął się naprawą i rozbudową systemu irygacyjnego, a także zagospodarowaniem nieużytków rolnych. Założył mennice; zaczęto w nich bić nowe, wprowadzone przez Abd al-Malika, arabskie monety, które miały zastąpić wcześniej używane bizantyńskie i sasanidzkie. Kazał przetłumaczyć z perskiego na arabski spis podatkowy. W rezultacie "wkrótce prowincje Al-Hadżdżadża przewyższyły bogactwem Egipt i Syrię". Al-Hadżdżadż zabiegał u Abd al-Malika, by jego następcą został jego syn Al-Walid, wbrew roszczeniom brata kalifa Abd al-Aziza. W rezultacie, po dojściu do władzy, Al-Walid "dał mu wolną rękę we wszystkim i polegał na nim tym bardziej, że zawdzięczał mu następstwo tronu". Wielkie podboje Al-Walida na wschodzie były skutkiem zabiegów Al-Hadżdżadża, który nie szczędził środków na przygotowanie kampanii. Nominowani przez niego znakomici dowódcy, Kutajba Ibn Muslim i Muhammad Ibn al-Kasim, podbili odpowiednio Mawarannahr i Sindh. Al-Hadżdżadż miał popierać sukcesję syna Al-Walida, Abd al-Aziza, co było sprzeczne z testamentem Abd al-Malika, według którego po Al-Walidzie miał panować jego brat Sulajman (715 - 717). Al-Hadżdżadż zmarł na raka żołądka, zaś ślady jego pochówku zostały zamaskowane, by uniemożliwić profanację. Rok później Sulajman doszedł do władzy i rozpoczął prześladowania krewnych i zwolenników Al-Hadżdżadża, którzy tym samym utracili wszelkie wpływy.
Al-Hadżdżadż, zamierzając położyć kres sporom teologów, doprowadził do wydania ujednoliconej wersji tekstu Koranu, która miała być zaopatrzona w nowe znaki diakrytyczne, pozwalające odróżnić tak samo pisane litery oraz zaznaczyć samogłoski (inne źródła przypisują jednak wprowadzenie znaków samogłoskowych żyjącemu w VIII wieku gramatykowi Al-Chalilowi Ibn Ahmadowi). Był znany ze swoich zdolności oratorskich, bardzo cenionych wśród Arabów, które stały się wręcz przysłowiowe. Przywiązywał wielką wagę do czystości języka arabskiego i miał zamiłowania literackie, o czym świadczą jego związki z takimi poetami jak Dżarir, Al-Farazdak i Al-Hakam Ibn Abdal, a także poetką Lajlą al-Achjalijją. Z drugiej jednak strony prześladował takich satyryków jak Imran Ibn Hittan i Jazid Ibn al-Hakam as-Sakafi.
"Niemal nikt spośród osobistości wczesnego okresu islamu nie stał się przedmiotem arabskiej literatury do tego stopnia co Al-Hadżdżadż. [...] Historie i wersy odzwierciedlające argumenty za i przeciw niemu są niezliczone". Był on znienawidzony przez przeciwników Umajjadów, charydżytów, szyitów i Abbasydów, ale "masowe egzekucje i inne okrucieństwa, które były mu przypisywane, są wymysłami jego wrogów"